# Niska
Niska (Niskֹa', Nishga, Nisga'a, Nass River Indijanci) je jedno od triju plemena Chimmesyan Indijanaca iz doline rijeke Nass u sjeverozapadnoj Britanskoj Kolumbiji, Kanada. U vrijeme kada su prvi europski istraživači 1793. došli na ušće rijeke bilo ih je oko 8.000, ali im se zbog epidemija broj u 1920-tim godinama smanjio na manje od 900. U novije doba populacija raste i 1996. bilo ih je 5300, od čega 1.886 živi u 4 glavna sela Gingolx (Kincolith), Laxqalts'ap (Lakalzap, Greenville), Gitwinksihlkw (Canyon City) i Gitlakdamix (New Aiyansh). 

## Ime
Značenje imena Niska Swantonu nije poznato a naziv Nass River dobili su po lokalitetu. Riječ nass označava 'ostavu za hranu' ili 'želudac', jer je bila najznačajniji izvor prehrane Chimmesyan Indijanaca.

## Bande
Swanton Niske dijeli na 4 ogranka ili plemena, od kojih svaki ima svoje vlastito selo:
- Kithateh (Gitrhatin), sa selima Kincolith, na ušću Nasse, i Lakkulzap ili Greenville.
- Kitgigenik (Gitwinksilk), sa selima Lahanla ili Lakungida, kod ušća rijeke Nass.
- Kitwinshilk, selo Lahulyans ili Underleaf.
- Kitanwilksh, sela Kitlakdamik ili Gitlarhdamks, nad kanjonom rijeke Nass, i Aiyansh, na donjem toku rijeke.

Ostala sela što ih spominju razni izvori su: Kitaix, na ušću Nasse; Gwinwah, isto na Nassi; Kisthemuwelgit ili Willshihunhtumwillwillgit, na sjevernoj obali Nasse i blizu ušća; Qunahhair, na južnoj obali Nasse blizu kanjona; Sheaksh, na južnoj obali Nasse. Navode se i sela Kitahon, Kitangata, Kitlakaous i Andeguale, što su možda sinonimi za neka od već navedenih.

## Povijest
Prvi kontakt s Europljanima Niske imaju 1773. s kapetanom george Georgeom Vancouverom. Tridesetih godina 19. stoljeća dolazi do češćih kontakata s Europljanima nicanjem postaja koje grade ljudi poznate kompanije Hudsom Bay, to su Port Simpson (1831) i Port Essington (1835). Te 1835. godine ova kompanija je popisala 1,615 Indijaanaca. U drugoj polovici 19 stoljeća Niske se bore za svoja prava na ribolov na rijeci Nass koja žele i srodno ali suparničko pleme Tsimshian koji su na rijeku Nass dolazili zbog ribolova na ribu-svijeću. Cijeli konflikt završio je 1869. ugovorom "Sparrow Hawk Treaty", a 1923. priznaju im se i prava na komercijalni ribolov, čime se bave i danas. 

## Etnografija
Ljudi s rijeka Skeena i Nass imaju gotovo istovjetan društveni ustroj, ali im se, kaže Claude Levi-Strauss, 'duboko razlikuju', u načinu života od Tsimshiana. Ljude s gornje Nass nazivali su 'ljudi što periodično našpuštaju svoje stalno selo'. Ovo periodično napuštanje svoga staništa dešavalo se jednom godišnje radi lova na ribu-svijeću koja se došla mrijestiti. Tsimshianu su se za razliku od Niska prilagodili životu u dvije doline, Skeena-Nass, te time ovisili o složenijem sustavu, što će kasnije dovesti do spomenutog sukoba Tsimshiana i Niska koji će završiti ugovorom "Sparrow Hawk".  Niske su urganizirani u 4 klana, to su: Ganada (Gavran; Raven), Gisk'aast (Orka; Killer Whale), Laxgibuu (Vuk; Wolf) i Laxsgiik (Orao; Eagle). 

## Vanjske poveznice
- The Nisga'a People